# Olympische Sommerspiele 1996/Teilnehmer (St. Vincent und die Grenadinen)
| Gelbes Symbol für Goldmedaillen mit stilisierten Olympischen Ringen | Graues Symbol für Silbermedaillen mit stilisierten Olympischen Ringen | Braundes Symbol für Bronzemedaillen mit stilisierten Olympischen Ringen |
| ------------------------------------------------------------------- | --------------------------------------------------------------------- | ----------------------------------------------------------------------- |
| —                                                                   | —                                                                     | —                                                                       |

St. Vincent und die Grenadinen nahm an den Olympischen Sommerspielen 1996 in Atlanta, USA, mit einer Delegation von acht Leichtathleten (sieben Männer und eine Frau) teil.

## Teilnehmer nach Sportarten

### Leichtathletik
- Joel Mascoll
100 Meter: Vorläufe
4 × 100 Meter: Vorläufe

- Eswort Coombs
400 Meter: Halbfinale
4 × 100 Meter: Vorläufe
4 × 400 Meter: Vorläufe

- Pamenos Ballantyne
Marathon: 95. Platz

- Kambon Sampson
4 × 100 Meter: Vorläufe
4 × 400 Meter: Vorläufe

- Kahlil Cato
4 × 100 Meter: Vorläufe

- Thomas Dickson
4 × 400 Meter: Vorläufe

- Eversley Linley
4 × 400 Meter: Vorläufe

- Natalie Martindale
Frauen, 100 Meter: Vorläufe